# Grand Waterfront
Grand Waterfront (翔龍灣討論區) est un ensemble de gratte-ciel résidentiel de 176 m de hauteur situé à Hong Kong en Chine construit en 2007. L'ensemble est constitué de 5 tours, une de 58 étages (qui fait 171 m de hauteur) et les autres de 59 étages pour un total de 1 782 logements.
L'ensemble a été conçu par l'agence d'architecture de Hong Kong, DLN Architects.
Le coût total du projet est de 260 millions de $ US.